# KOBUDO -古武道-
KOBUDO -古武道-（こぶどう）は、日本の尺八、チェロ、ピアノの男性奏者によるユニット。日本コロムビア（2010年9月までの社名はコロムビアミュージックエンタテインメント(Columbia Music Entertainment)）所属。

## メンバー
- 古川展生 （1973年5月9日-）チェロ
- 妹尾武 （1969年12月26日-）ピアノ
- 藤原道山 （1972年7月10日-）尺八

## 来歴
2003年、桐朋学園大学時代の先輩・後輩の間柄である二人が十年以上ぶりに再会を果たし、妹尾のソロアルバム「蒼茫」のレコーディングに古川が参加。同年12月、道山のソロアルバムのレコーディングに妹尾が参加。
2004年12月22日に品川教会グローリアチャペルで行われた妹尾のソロコンサート「東京クリスマス2004」のステージに古川・道山がゲスト出演し、初めて三人で同じステージに立つ。
その後、三人がお互いのコンサートにゲスト出演したり、ラジオやテレビ番組に出演したりするようになる。
2006年秋、古川の古、妹尾の武、藤原の道から名前をとり、KOBUDO-古武道-を正式に結成。
2007年3月20日、カワイ表参道2Ｆパウゼにて「デビューアルバム発売記念プライベートmini LIVE」をマスコミ向けに開催。同年5月23日にデビューアルバム『KOBUDO』リリース。アルバム収録曲の「Best Friend」は正式結成前に作った初のオリジナル曲。この曲が同年4月からのテレビ東京系列の番組『ソロモン流』のエンディングテーマになる。
2008年6月18日 セカンドアルバム『風の都』リリース。 同月には収録曲の「風の都」がクラシエ いち髪のCMに採用。 7月より「風の都」コンサートツアー開始。11月には石井ふく子演出、若尾文子主演の「華々しき一族」の舞台音楽を担当。
2009年3月30日より、TBS系ニュース番組『NEWS23』のオープニングテーマ「翼」、及びエンディングテーマ「明日は晴れるかな?」（「翼」の別アレンジ）を担当。
2014年4月6日より、TwellVのグルメ番組『早川光の最高に旨い寿司』のテーマ曲を担当。
2015年1月4日放送の、TBS系ドラマ『新春ドラマ特別企画 わが家』の主題歌を担当。ボーカルには高畑充希を迎える。

## 概要
- 「人間性や音楽性の息は合っても互いのスケジュールが合わなく、調整が困難なこともしばしば」らしい。
- アルバムには必ずそれぞれのオリジナル曲を書くことが義務づけられている。
- 個々のソロアルバムも含め、テレビ番組のBGM等に頻繁に曲が用いられている。
- 2007年6月30日、満員御礼の原宿クエストホールでのライブで「展生、マジギレ！」（マジギレという表現は妹尾氏のオフィシャル・ブログより引用）。これは一部の後半で演奏中にチェロのD弦が切れてしまい、休憩時間を延長して弦の張り替えを余儀なくされたハプニング。これによって急遽、張り替えの間に予定されていなかった「蒼茫」を武道で演奏。滅多に見られないハプニングが起こる。
- 三人共、相当な酒豪らしい。
- デビューアルバム『KOBUDO』において、親交のある千住明、井上鑑がそれぞれ一曲ずつ楽曲提供、ゲストにギタリストの小沼ようすけが参加している。
- 2012年4月の東京コレクションでaraisaraのショーのために生演奏をした。

## オリジナル・アルバム
- KOBUDO（2007年 Columbia Music Entertainment）
- 風の都（2008年 Columbia Music Entertainment）
- 時ノ翼（2009年 Columbia Music Entertainment）
- イツクシミ（2011年 Columbia Music Entertainment）
- OTOTABI（2013年 Columbia Music Entertainment）
- cuisine de classic（2015年）
- Best Album「十年祭」（2017年）
- HORIZON（2019年）

## コンピレーション・アルバム
- Best Of New Asia - 「風の都」収録（EMIミュージック・ジャパン）